# John Stewart Service
John „Jack“ Stewart Service (* 3. August 1909 in Chengdu, Sichuan, China; † 3. Februar 1999 in Oakland, Kalifornien, Vereinigte Staaten) war ein US-amerikanischer Diplomat, dessen politische Karriere durch die Kommunisten-Hatz der McCarthy-Ära zerstört wurde.
Als Einer der Fernost-Experten („China Hands“) des amerikanischen Außenministeriums wurde Service in der Zeit der McCarthy-Ära Opfer gezielter Angriffe der „China Lobby“.
Er wurde als Sympathisant des Kommunismus und Spion diffamiert; und wie andere „China Hands“ für den Verlust Chinas an die chinesischen Kommunisten verantwortlich gemacht.

## Leben
John Service wurde als viertes Kind von Robert Roy Service und dessen Frau Grace, geb. Boggs geboren. Seine Eltern waren dort seit 1905 als Missionare für den Y.M.C.A. tätig und so verbrachte Service seine frühe Kindheit in der chinesischen Provinz, erlernte die chinesische Sprache. 1915 kehrte die Service-Familie in die USA, nach Cleveland, Ohio zurück und John ging hier zur Grundschule (primary school).
Als seine Familie sich 1920 erneut nach China begab, diesmal nach Shanghai, besuchte John die Shanghai American School, eine 1912 in Shanghai gegründete internationale Privatschule. Die Familie ging nochmals in die USA zurück, diesmal nach Kalifornien und John ging zur Berkeley High School in Berkeley, Kalifornien.
Nach der Schule arbeitete Service für kurze Zeit in einem Architekturbüro, entschloss sich aber im Jahre 1927 am Oberlin College, Oberlin, Ohio ein Studium der Kunstgeschichte und Wirtschaftswissenschaften aufzunehmen, das er 1931 mit dem A.B. (Artium Baccalaureus – Bachelor of Arts) abschloss. Am 9. November 1931 heiratete er Caroline Schulz (* 30. November 1909 in Kansas City, Missouri; † 18. November 1997 in Oakland, Kalifornien), die er während seines Studiums am Oberlin College kennengelernt hatte. Die Ehe wurde in Haiphong, Französisch-Indochina (heute: Vietnam) geschlossen – wo Johns Vater zu dieser Zeit als Missionar arbeitete.

### Diplomatischer Dienst in China
1932 befand sich die Wirtschaftskrise auf dem Höhepunkt, Service fehlte Geld für ein Doktorandenstudium und mit seinen Studienfächern bestanden auch keine allzu großen Aussichten auf einen Job. So ging Service auf den Vorschlag eines Freundes ein und bewarb sich um Aufnahme in den diplomatischen Dienst der Vereinigten Staaten. Er bestand die Aufnahmeprüfung auf Anhieb, bekam auch 1933 eine Anstellung beim amerikanischen Konsulat in Shanghai, wenn auch zunächst nur als einfacher Büroangestellter.
Bereits zwei Jahre später, im Jahre 1935, wurde er jedoch als Foreign Service Officer in den Auswärtigen Dienst der Vereinigten Staaten aufgenommen und beim amerikanischen Konsulat in Kunming, der Hauptstadt der chinesischen Provinz Yunnan stationiert.
Er wurde weiter befördert und diente von 1938 bis 1941 als Dolmetscher (Language Attaché) an der amerikanischen Botschaft in Shanghai. Amerikanischer Botschafter war von Mai 1941 bis November 1944 Clarence E. Gauss.
Gauss beförderte Service 1941 zunächst zum Third Secretary, 1943 zum Second Secretary der amerikanischen Botschaft in Chongqing. Gauss beschreibt Service in einer Beurteilung aus dem Jahre 1942 als tolerant, aufrichtig, ausgeglichen, arbeitsam, kooperativ, ausdauernd, gewissenhaft, mit scharfsinnigem Urteil.
Service’ Berichte über die politische und militärische Lage weckten die Aufmerksamkeit von John Paton Davies, einem Foreign Service Officer, der seit 1942 als politischer Attaché für General Joseph Stilwell arbeitete. Stilwell war zu dieser Zeit der Befehlshaber der US-Streitkräfte am chinesisch-burmesisch-indischen Kriegsschauplatz (China-Burma-India theatre / CBI), zugleich kontrollierte er als Stabschef von Chiang Kai-shek in Chongqing sämtliche militärischen und andere Hilfeleistungen der Vereinigten Staaten an das Kuomintang-Regime. Ab Sommer 1943 arbeitete Service für Davies bzw. General Stillwell. Stilwell, Davies und auch Service kamen schnell und übereinstimmend zu der Überzeugung, dass das korrupte Kuomintang-Regime Chiang Kai-sheks nicht in der Lage sein würde die japanischen Invasoren zu besiegen, ganz gleich mit wie vielen Millionen Dollar die amerikanische Regierung ihren Verbündeten auch noch zufließen lassen würde. Stilwell beschrieb die Kuomintang Chiang Kai-sheks in seiner knappen, direkten Art:

“A gang of fascists under a one-party government similar in many respects to our German enemy.”

„Eine Bande von Faschisten unter einer Ein-Mann-Regierung und in vieler Hinsicht ganz ähnlich unserem deutschen Gegner.“

Stilwell, Davies und Service sahen daher die einzige Möglichkeit den japanischen Truppen entscheidende Schläge zu versetzen in der (militärischen) Zusammenarbeit mit den chinesischen Kommunisten.
Angesichts dieser Lage stellten sie auch Überlegungen zu möglichen Entwicklungen in der Nachkriegszeit an und der daran auszurichtenden außenpolitische Strategie der Vereinigten Staaten.
So schrieb Service in einem Bericht vom April 1944 u. a.:

“The Communists, from what little we know of them, also are friendly toward America, believe that democracy must be the next step in China, and take the view that economic collaboration with the United States is the only hope for speedy postwar rehabilitation and development. It is vital that we do not lose this good will and influence.”

„Die [chinesischen] Kommunisten haben, sowenig wir auch von ihnen wissen, [doch] eine freundschaftliche Haltung gegenüber Amerika. Sie glauben, daß [die Einführung] der Demokratie der nächste Schritt [der Entwicklung] in China sein muß und sind der Ansicht, daß eine wirtschaftliche Zusammenarbeit mit den Vereinigten Staaten die einzige Hoffnung ist für einen schnellen Wiederaufbau und Entwicklung nach dem Ende des Krieges. Es ist lebenswichtig, daß wir diese Aufgeschlossenheit [uns gegenüber], [unseren] Einfluß nicht verlieren.“

Und John Paton Davies schrieb in einem Memorandum vom 15. November 1944:

“We should not now abandon Chiang Kai-shek, but we must be realistic. We must not indefinitely underwrite a politically bankrupt regime. We must make a determined effort to capture politically the Chinese Communists rather than allow them to go by default wholly to the Russians.”

„Wir sollten zum gegenwärtigen Zeitpunkt Chiang Kai-shek [noch] nicht fallen lassen, aber wir sollten realistisch sein. Wir sollten nicht bis zum St. Nimmerleinstag ein politisch bankrottes Regime unterstützen. Wir sollten entschiedene Anstrengungen unternehmen die chinesischen Kommunisten politisch [für uns] zu gewinnen, bevor sie aus Enttäuschung vollständig zu den Russen [i.e. SU] überzulaufen.“

Stilwell, als auch Davies und Service setzten sich daher in den folgenden Monaten bei der amerikanischen Regierung verstärkt für eine Aufnahme von Gesprächen mit den chinesischen Kommunisten ein. Von Chiang Kai-shek wurden zu diesem Zeitpunkt allerdings jedwede Versuche mit den chinesischen Kommunisten Kontakt aufzunehmen, strikt unterbunden.

### Service und die Amerasia-Affäre
Im April 1945 kehrte John Stewart Service aus China in die USA zurück. Kurze Zeit darauf wurde er von Philip J(acob) Jaffe, einem Herausgeber von Amerasia, einer linksgerichteten Zeitschrift, die sich überwiegend mit politischen, wirtschafts- und sozialpolitischen Themen des ostasiatischen Raums, insbesondere Chinas, beschäftigte, um Hintergrundmaterial für einen geplanten Artikel gebeten. Service traf sich einige Male mit Jaffe, übergab ihm mehrere von ihm selbst (ursprünglich für das amerikanische Außenministerium) geschriebene Berichte.
Was Service nicht ahnte, war, dass er mit diesen Treffen in das hineingeriet, was später als Amerasia Affair (Amerasia-Affäre) umschrieben wurde und für sein gesamtes späteres Leben bestimmend sein sollte.
Die Amerasia Affäre hatte damit begonnen, dass Kenneth Wells, ein Ostasien-Experte des Office of Strategic Services (OSS) (einem Vorläufer der CIA) bemerkte, dass ein Artikel der am 26. Januar 1945 in der Amerasia gedruckt worden war, fast wortwörtlich mit einem Bericht übereinstimmte, den er ein Jahr zuvor verfasst hatte.
Der Bericht war als geheim eingestuft worden.
Das OSS setzte Frank Brooks Bielaski als Sonderermittler auf den Fall an. Am 11. März 1945 brach Bielaski mit vier Gehilfen illegal in die New Yorker Redaktionsräume der Amerasia ein. Sie fanden rund 300 Dokumente (Originale + Kopien) des Außenministeriums, des Kriegsministeriums, der Marine, des OWI sowie des OSS. Einige mit dem Aufdruck „Confidential“, „Secret“ oder auch „Top secret“ („Vertraulich“, „Geheim“, „Streng geheim“).
Das OSS schaltete das FBI ein. Vom FBI wurden daraufhin die Beschäftigten von Amerasia, insbesondere Philip Jaffe und Kate Louise Mitchell, die beiden Herausgeber von Amerasia, sowie die mit diesen in Kontakt stehenden Personen, überwacht. Da Philip J. Jaffe enge Kontakte zur Kommunistischen Partei der USA (CPUSA) unterhielt, etwa mit dem ehemaligen Führer der CPUSA, Earl Browder aber auch mit anderen Parteioffiziellen (der CPUSA), unterstellte das FBI, dass die in den Redaktionsräumen von Amerasia aufgefundenen Dokumente letztendlich für die Sowjetunion bestimmt gewesen seien. Die Ermittlungen des FBI ergaben, dass Phillip J. Jaffe die Dokumente höchstwahrscheinlich von Larsen und (John) Andrew Roth erhalten hatten. Larsen arbeitete als Fernost-Experte im mittleren Dienst des amerikanischen Außenministeriums, (John) Andrew Roth hatte vor dem Zweiten Weltkrieg beim IPR für Jaffe gearbeitet und war Reserve-Leutnant (Navy Reserve Lieut.) des Office of Naval Intelligence. Es kam zu illegalen Aktionen. Ohne von irgendeiner Stelle dazu autorisiert worden zu sein, brach das FBI in die Büroräume von Amerasia sowie in die Wohnung von Larsen ein und durchsuchte sie. Abhörwanzen wurden installiert, die Telefone wurden angezapft.
Am 6. Juni 1945 wurden 6 Verdächtige verhaftet:
Philip J. Jaffe und Kate Louise Mitchell, die beiden Herausgeber der Amerasia, sowie Mark Julius Gayn ein freier Mitarbeiter von Amerasia. Gayn war ein bekannter Journalist, der u. a. für die Washington Post, Newsweek und Time arbeitete. Die anderen drei Festgenommenen arbeiteten für die amerikanische Regierung:
Larsen arbeitete als Fernost-Experte im mittleren Dienst des amerikanischen Außenministeriums, (John) Andrew Roth hatte vor dem Zweiten Weltkrieg beim IPR für Jaffe gearbeitet und war Reserve-Leutnant (Navy Reserve Lieut.) des Office of Naval Intelligence. John Stewart Service, Foreign Service Officer + Fernost-Experte des Außenministeriums war durch die oben erwähnten Treffen mit Jaffe in den Kreis der Verdächtigen geraten und wurde ebenfalls verhaftet. Zeitgleich wurden die Büroräume von Amerasia – nun offiziell und legal -durchsucht und rund 1 700 Dokumente des Außenministeriums, der Marine, des OSS, des Office of War Information und anderer Ministerien und Dienststellen sichergestellt.
Alle sechs Festgenommenen argumentierten, dass sie nichts weiter beabsichtigt hätten, als die öffentliche Diskussion über die amerikanische Asien-politik wach zu halten. Der Fall wurde einer Grand Jury des Districts of Washington vorgelegt. Da sich keinerlei Hinweise darauf ergaben, dass tatsächlich Dokumente an Agenten der Sowjetunion bzw. eines anderen Staates ausgehändigt worden waren, entschied die Grand Jury bereits im Vorfeld der Verhandlung, am 10. August 1945, die Anklagen gegen John Stewart Service, Kate Louise Mitchell und Mark (Julius) Gayn fallen zu lassen. Bei John Stewart Service fiel diese Entscheidung besonders klar und eindeutig aus. Mit 20 : 0 entschied die Grand Jury, dass die gegen ihn erhobenen Anschuldigungen für eine Anklage nicht ausreichend seien. Bei Philip J. Jaffe, (John) Andrew Roth und Emmanuel Larsen wurden die Anklagen aufrechterhalten, allerdings auch bei ihnen nicht mehr – wie ursprünglich anvisiert – wegen Spionagetätigkeit, sondern nur mehr wegen unerlaubten Besitzes bzw. unerlaubter Weitergabe von Regierungsdokumenten. Die Staatsanwaltschaft erklärte, dass nach einer ersten Durchsicht des beschlagnahmten Materials sich eine Anklage wegen Spionagetätigkeit nicht aufrechterhalten ließe. Noch vor Eröffnung der Gerichtsverhandlung erfuhr der Verteidiger von Emmanuel Larsen vom illegalen Einbruch des FBI in dessen Wohnung und verlangte die Einstellung des Verfahrens gegen seinen Mandanten. Da man nun fest damit rechnen konnte, dass im Rahmen einer Gerichtsverhandlung weitere illegale Praktiken des FBI ans Tageslicht befördert und folglich die gesamte Gerichtsverhandlung platzen würde, Philip J. Jaffe zudem damit drohte das illegale Vorgehen des FBI publik zu machen, wurde ein Deal arrangiert. Am 29. September 1945 bekannte Philip J. Jaffe sich für schuldig sich widerrechtlich geheime Regierungsdokumente beschafft zu haben und wurde zu einer Geldstrafe von 2 500 Dollar verurteilt (die er gleich an Ort und Stelle bezahlte). Emmanuel Larsen wurde zu einer Geldstrafe von 500 Dollar verurteilt. Die Anklage gegen Andrew Roth ließ man vollständig fallen. Dieser Deal, die – eher symbolischen – Strafen, ersparten der Staatsanwaltschaft die vollständige Auflösung ihrer Anklagen ins Nichts.

### Loyalty – Überprüfung der Staatstreue
Mit der Entscheidung der Grand Jury bzw. des Gerichts war die Angelegenheit für John Stewart Service keineswegs abgeschlossen, sondern hatte eigentlich erst begonnen.

#### Überprüfung durch das Außenministerium
Seit der Amerasia Affäre wurden die Staatstreue von Service permanent in Frage gestellt. 1945, 1946, 1947 wurde seine Staatstreue / Loyalität vom Außenministerium überprüft. Kein einziger Hinweis auf irgendeine illoyale Handlung konnte gefunden werden. 1949 erfolgte eine nochmalige Überprüfung. Und wiederum ergaben sich keinerlei Hinweise darauf, dass Service sich in irgendeiner Weise illoyal verhalten hätte.
Am 6. Oktober 1950 stellte das State Department’s Loyalty Security Board (etwa : Dienststelle des Außenministeriums zur Überprüfung der Staatstreue und der Sicherheit [seiner Bediensteten]) nochmals fest, dass „reasonable grounds do not exist for belief that....Service is disloyal to the Government of the United States....and that he does not constitute a security risk to the Department of State.“
(„kein vernünftiger Grund besteht für die Annahme daß...Service sich der Regierung der Vereinigten Staaten gegenüber nicht gesetzestreu verhält...und er stellt auch kein Sicherheitsrisiko für das Außenministerium dar.“) (s. U.S. Supreme Court : Service v. Dulles et al., 17. Juni 1957) Und dies obwohl durch die Verabschiedung verschiedener Executive Order (Verfügungen) der Truman-Regierung zur Staatstreue – wie etwa die Executive Order 9835 (EO 9835 / „The Loyalty Order“) vom 21. März 1947, oder die Executive Order 10241 vom 21. April 1951 – zunehmend strengere Maßstäbe für die Beurteilung der Staatstreue angelegt wurden.

#### Millard Tydings Committee
Als wären die Überprüfungen durch das Außenministerium noch nicht ausreichend gewesen, stand die Staatstreue von John Stewart Service auch während der Hearings des so genannten Tydings Committees zur Debatte. Erneut wurde Service beschuldigt mit Kommunisten zu sympathisieren.
Das „Subcommitte on the Investigation of Loyalty of State Department Employees“ (dt.: „Unterausschuss zur Überprüfung der Loyalität/Staatstreue von Beschäftigten des Außenministeriums“) des US-Senats untersuchte in der Zeit vom 8. März 1950 bis zum 17. Juli 1950, die Anschuldigungen, die von Senator Joseph McCarthy am 9. Februar 1950 in seiner Wheeling-Rede erhoben hatte. McCarthy hatte behauptet, die amerikanische Regierung, insbesondere aber das amerikanische Außenministerium sei von Kommunisten, von Spionen infiltriert.
Hatte McCarthy in seiner Wheeling-Rede noch von 250 Beschäftigten des Außenministeriums gesprochen, von denen er wisse, dass sie Mitglieder der Kommunistischen Partei der USA (CPUSA) seien und deren Namen er auch kenne, so gingen ihm im Verlauf der Hearings des Tydings Committees die Namen zunehmend „verloren“. Schließlich wich er von seiner ursprünglichen (und tatsächlich nicht vorhandenen) Namensliste vollständig ab, nutzte dann aber die Hearings des Unterausschusses um Anschuldigungen gegen 10 Personen vorzubringen und sie der Spionagetätigkeit zu beschuldigen. Er nannte: Dorothy Kenyon, Esther und Stephen Brunauer, Gustavo Duran, Haldore Hanson, Harlow Shapley, Frederick Schuman, Philip Jessup, Owen Lattimore und – fast erwartungsgemäß – John Stewart Service.
Allein vier der von McCarthy nun Genannten – Haldore Hanson, Philip Jessup, John Stewart Service und Owen Lattimore – waren ausgewiesene Ostasien-Experten (so genannte „China Hands“) des Außenministeriums. Ihre Nennung verdeutlichte, dass McCarthy inzwischen massive Unterstützung von der so genannten „China Lobby“ erfuhr, sich zugleich für deren Ziele instrumentalisieren ließ. In den Berichten der „China Hands“ über den unaufhaltsamen Niedergang des Kuomintang-Regimes und gleichzeitigem Aufstieg der chinesischen Kommunisten vermochten die Mitglieder der „China Lobby“ in ihrer eingeschränkten Sichtweise keine objektive Beschreibung der politischen Realitäten zu erkennen, sondern bewerteten die Schilderungen ausschließlich als Sympathiebekundungen für die kommunistische Bewegung und vertraten die Meinung

“...that the Foreign Service officers planned to slowly choke to death and destroy the government of the Republic of China and build up the Chinese Communists for postwar success.”

„...daß die Diplomaten des Auswärtigen Amtes die nationalchinesische Regierung [Chiang Kai-sheks] langsam zu Tode strangulieren, zerstören wollten und [gleichzeitig] die chinesischen Kommunisten für die Nachkriegszeit aufbauen wollten.“

Am 20. Juli 1950 legte Millard Tydings dem US-Senat einen Abschlussbericht vor.
In seiner Rede stellte er fest, dass sämtliche Personen, die von McCarthy genannt worden waren, weder Kommunisten seien, noch die Rede davon sein könne, dass sie mit dem Kommunismus sympathisierten, und dass die bisher schon durchgeführten Sicherheitsüberprüfungen für Mitarbeiter des Außenministeriums völlig hinreichend seien. Tydings kennzeichnete die von Joseph McCarthy in die Welt gesetzten haltlosen Anschuldigungen als

“…fraud and a hoax perpetrated on the Senate of the United States and the American people … Perhaps the most nefarious campaign of half-truths and untruth in the history of this Republic.”

„..[Das alles bestand aus]….Falschmeldung und [basierte auf] Betrug des Senats und des amerikanischen Volkes…Es war vielleicht [eine der] schändlichsten Kampagnen in der Geschichte dieses Landes, [zusammengekleistert] aus Halbwahrheiten und Lügen.“

Im Hinblick auf John Stewart Service erklärte er, dass „he should not be branded as disloyal and have his career destroyed for writing what appears to have been the true facts as he saw them.“ („...er nicht als illoyal gebrandmarkt und seine Karriere nicht zerstört werden sollte, allein aus dem Grund, weil er die tatsächlichen Gegebenheiten so niedergeschrieben habe, wie sie sich ihm darstellten.“)

#### Civil Service Commission’s Loyalty Review Board
Seit der Amerasia Affäre war die Staatstreue von John Stewart Service fast im Jahrestakt vom Außenministerium überprüft worden. Hinzu kam das Tydings Committee (des US-Senats). Doch Joseph McCarthy und „China-Lobby“ verfolgten Service weiter, ließen nicht locker.
Zunächst erreichten sie, dass das Civil Service Commission’s Loyalty Review Board (etwa : Ausschuss der Civil Service Commission zur Überprüfung der Staatstreue) die positiven Beurteilungen des Außenministeriums nicht akzeptierte und eine erneute Überprüfung durch das Außenministerium veranlasste. Das Loyalty Review Board des Civil Service war den anderen Dienststellen, die die Staatstreue innerhalb der verschiedenen Ministerien überprüften, übergeordnet und war 1947 im Rahmen der durch Präsident Trumans Executive Order 9835 (EO 9835) in Gang gesetzten Überprüfungen der Staatstreue von Regierungsangestellten geschaffen worden. Das Außenministerium entschied nach erneuter Überprüfung am 31. Juli 1951 wiederum, dass an Service’ Staatstreue nichts auszusetzen war, dass er kein Sicherheitsrisiko darstelle und die Ergebnisse der früheren Überprüfungen von Service’ Staatstreue ebenfalls völlig richtig waren. Der „Fall“ landete erneut beim Loyalty Review Board der Civil Service Commission. Das Loyalty Review Board entschloss sich daraufhin eigene Hearings durchzuführen. Am 13. Dezember 1951 veröffentlichte das Außenministerium eine Pressemitteilung, in der das Ergebnis der Überprüfung durch das Loyalty Review Board der Civil Service Commission mitgeteilt wurde:

“The Loyalty Review Board found no evidence of membership in the Communist Party or in any organization on the Attorney General’s list on the part of John Stewart Service. The Loyalty Review Board did find that there is a reasonable doubt as to the loyalty of the employee, John Stewart Service, to the Government of the United States, based on the intentional and unauthorized disclosure of documents and information of a confidential and non-public character within the meaning of subparagraph d of paragraph 2 of Part V, ‚Standards’, of Executive Order No. 9835, as amended.”

„Das Loyalty Review Board hat keinen Hinweis finden können, dass John Stewart Service Mitglied der Kommunistischen Partei oder Mitglied irgendeiner Organisation ist, die sich in der Liste des Justizministers befindet [gemeint ist : Attorney General’s List of Subversive Organizations / Liste des Justizministers von subversiven Organisationen]. Das Loyalty Review Board befindet [aber], dass es begründete Zweifel an der Loyalität des Bediensteten John Stewart Service gegenüber der Regierung der Vereinigten Staaten gibt, [und zwar] wegen der vorsätzlichen und unerlaubten Offenlegung von Dokumenten und Informationen, die vertraulichen und nicht-öffentlichen Charakters waren, im Sinne von Absatz d Paragraph 2 Part V, ‚Standards’ der Executive Order 9835 nebst Ergänzungen [gemeint war Executive Order 10241].“

Und weiter:

“The Chairman of the Loyalty Review Board has requested the Secretary of State to advise the Board of the effective date of the separation of Mr. Service. This request stems from the provisions of Executive Orders 9835 and 10241 - which established the President's Loyalty Program - and the Regulations promulgated thereon. These Regulations are binding on the Department of State.”

„Der Vorsitzendes des Loyalty Review Board hat den Außenminister aufgefordert dem [Loyalty Review] Board das genaue Datum der Entlassung von Mr. Service mitzuteilen. Diese [Auf]forderung leitet sich aus der Executive Order 9835 und 10241 her – auf die das Loyalty Programm des Präsidenten gründet – sowie die [weiteren] Bestimmungen. Diese Bestimmungen sind bindend für das Außenministerium.“

Die Überprüfungen des Loyalty Review Board der Civil Service Commission hatten somit absolut nichts ergeben, sondern nur einmal mehr die Staatstreue, die Loyalty, von John Stewart Service manifestiert. Um doch noch das anvisierte Ziel – die Entlassung von Service – zu erreichen, bezog man sich auf die Amerasia Affäre, um „reasonable doubts“ („begründete Zweifel“) an seiner Staatstreue vorbringen und seine Entlassung aus dem Diplomatischen Dienst fordern zu können. Dabei aber war dem Loyalty Review Board offensichtlich entfallen, dass man Gesetzesbestimmungen anwandte, die zur Zeit der Amerasia-Affäre noch gar nicht bestanden.
Die Ereignisse der Amerasia-Affäre lagen im Jahre 1945. Die EO 9835 und die EO 10241 waren am 21. März 1947 bzw. am 21. April 1951 von Präsident Harry Truman verfügt worden, also erst einige Jahre später. Während in der EO 9835 noch von „reasonable grounds“ („nachvollziehbaren Gründen“) die Rede war, die vorliegen mussten, um einen Regierungsangestellten aus dem Staatsdienst entlassen zu können, war die Schwelle für eine Entlassung in der EO 10241 deutlich abgesenkt worden. Nach der EO 10241 reichten nun bereits „reasonable doubts“ („begründete Zweifel“) an der Staatstreue eines Bediensteten aus, um ihn entlassen zu können. So etwas „altmodisches“ wie konkrete Beweise waren nicht mehr erforderlich. Abgesehen von der Tatsache, dass der schwammige, letztlich nicht zu fassende Begriff „begründete Zweifel“ willkürlichen Entlassungen Tür und Tor öffnete, war die Anwendung von Gesetzen, die erst nach der – angeblichen – Straftat erlassen wurden ein eindeutiger Verstoß gegen das Rückwirkungsverbot „Nulla poena sine lege“ („Keine Strafe ohne Gesetz“), einem Justizgrundrecht.

### Entlassung aus dem Diplomatischen Dienst
Ohne selbst auch nur einen einzigen Blick in die Akten geworfen zu haben, vor allem aber ohne Service die Möglichkeit gegeben zu haben zu den gegen ihn vorgebrachten Anschuldigungen Stellung zu nehmen, entließ der damalige amerikanische Außenminister Dean Acheson Service am 14. Dezember 1951 aus dem Diplomatischen Dienst. Als gesetzliche Grundlage für seine Entscheidung nannte Acheson die Executive Order No. 9835 und Executive Order No. 10241, sowie Section 103 des Public Law 188 (82nd Congress). Das letztere Gesetz war auch unter der Bezeichnung „McCarran Rider“ („McCarran-Klausel“) bekannt, benannt nach seinem Hauptinitiator Senator Patrick McCarran.
Der „McCarran Rider“ vom Juli 1946 autorisierte den Außenminister „in his absolute discretion, to terminate the employment of any officer . . . of the Foreign Service . . . whenever he shall deem such termination necessary or advisable in the interests of the United States.“ („...völlig nach eigenem Ermessen...das Beschäftigungsverhältnis mit jedem Angestellten des Auswärtigen Dienstes zu beenden, wann immer er eine solche Beendigung im Interesse der Vereinigten Staaten für notwendig oder ratsam hält.“)
(zit. nach U.S. Supreme Court, Service v. Dulles, 1957)

### Nach der Entlassung
Die Zeit nach seiner Entlassung beschrieb John Stewart Service später in einem CNN-Interview:
„Wegen des ganzen öffentlichen Aufhebens war es äußerst schwierig einen [neuen] Job zu bekommen. ... Ich hatte [auch] große Schwierigkeiten in New York eine Wohnung zu mieten... Alle Firmen, die ich kannte und die für mich als Arbeitgeber in Frage kamen, diese Firmen zogen natürlich in Erwägung, was ihre Aktionäre dazu sagen würden [wenn sie mich einstellen würden]. Die Im- und Exportfirmen mit denen ich [in der Vergangenheit] zu tun hatte, sagten dann: „Tut uns sehr leid. Wir halten Sie [zwar] für einen ausgezeichneten Mann, aber wir trauen uns nicht Sie einzustellen.“. Und genauso war es mit den verschiedenen Institutionen der UN. Die UN stand zur selben Zeit [ja] ebenfalls unter Beschuss. Man warf ihnen vor zu „soft“ („schlapp“) gegenüber dem Kommunismus zu sein, Kommunisten in ihren Reihen zu haben...usw., usw....Schließlich schrieb mir ein Engländer, der in New York lebte, und bot mir einen Job an. [Zu der Zeit] war ich froh überhaupt irgendeine Arbeit zu bekommen. Dieser Engländer verkaufte....vor allem steam traps. (Kondensatableiter). ...Und so lernte ich einiges über steam traps und arbeitete einige Jahre als Verkäufer für diese Produkte.“

### Rehabilitation durch den Supreme Court
Sein Fall wurde schließlich vor dem Supreme Court verhandelt. Durch die Entscheidung des Obersten Gerichtshofs der Vereinigten Staaten vom 17. Juni 1957 (Service v. Dulles, 354 U.S. 363).

### Vom Außenministerium kaltgestellt
1957 kehrte Service wieder in den aktiven Dienst des Außenministeriums zurück. Er war nun zwar rehabilitiert, doch das Urteil des Supreme Courts konnte nicht verhindern, dass er im Außenministerium weiterhin kaltgestellt wurde. Bedeutende Aufgaben wurden ihm nicht mehr übertragen. Zunächst wies man ihm Arbeit in der Transportabteilung des Außenministeriums zu, dann wurde ihm 1959 eine Stelle im US-Konsulat in Liverpool, England zugewiesen. John Service musste erkennen, dass ihm nie wieder Gelegenheit gegeben würde als Foreign Service Officer (Diplomat) zu arbeiten. 1962 verließ er das Außenministerium.

### Neubeginn
Er nahm an der University of California, Berkeley das Studium der politischen Wissenschaften auf und machte 1964 seinen Master of Arts (M.A.). Im Anschluss arbeitete er als Kurator für das Center for Chinese Studies der University of California, Berkeley. Er leitete den Aufbau einer Fachbibliothek, die sich auf die politischen, wirtschaftlichen und sozialen Entwicklungen im kommunistischen China spezialisierte, war Herausgeber der Bücher des Centers for Chinese Studies und der University of California Press. 1974 veröffentlichte er sein Buch Lost Chance in China: The World War II Dispatches of J.S. Service.
1971 wurde John Stewart Service mit zwei weiteren ehemaligen „China Hands“, John Paton Davies und John K. Fairbank, beide ebenfalls Opfer der McCarthy-Hetze, im Zusammenhang mit der Umorientierung der China-Politik vom Ausschuss für Auswärtige Angelegenheiten des US-Senats eingeladen.
In seiner Begrüßungsrede sagte der damalige Vorsitzende, James William Fulbright:

“It is a very strange turn of fate that you gentlemen, who reported honestly about conditions, were so persecuted because you were honest about it. This is a strange thing to occur in what is called a civilized country.”

„Es ist [schon] eine merkwürdige Wendung des Schicksals, daß Sie meine Herren, die Sie ehrlich und unvoreingenommen über [bestehende] Verhältnisse berichtet haben, [gerade] deshalb so verfolgt wurden, weil sie ehrlich darüber berichtet haben. Es ist [schon] eine merkwürdige Sache, daß sich so etwas in einem zivilisierten Staat ereignen kann.“